# Hermann Zotenberg

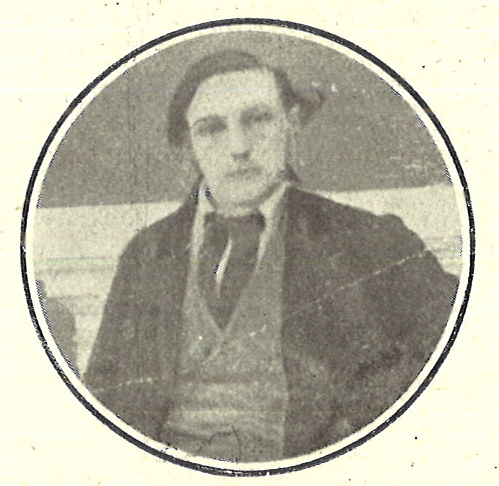
Hermann Zotenberg

Hermann Théodore Zotenberg (geboren 26. Januar 1834 in Prausnitz, Kreis Trebnitz, Provinz Schlesien; gestorben 2. Juli 1909 in Antibes) war ein deutschstämmiger französischer Orientalist und Arabist.

## Leben
Hermann Zotenberg war ein Sohn des Lehrers Mesulem Zotenberg und der Friederike Langer. Er besuchte die Schule in Breslau und nahm 1855 das Studium an der Universität Breslau auf. 1857 wurde er zwangsexmatrikuliert, da er Kurse nicht besucht hatte. Er ging nach Paris, wurde 1858 promoviert und forschte an der École nationale des langues orientales. Er wurde aktives Mitglied der Société asiatique. Er wirkte von 1862 bis 1895 in der Abteilung für orientalische Handschriften der Nationalbibliothek in Paris. Er gehörte zu den Gründern und Leitern der Revue critique d’histoire et de littérature. Berühmt ist seine Übersetzung der Chronik des Tabari ins Französische (Chronique de Tabari, Paris 1867–1871). 1891 wurde er als korrespondierendes Mitglied in die Russische Akademie der Wissenschaften in Sankt Petersburg aufgenommen.

## Schriften (Auswahl)

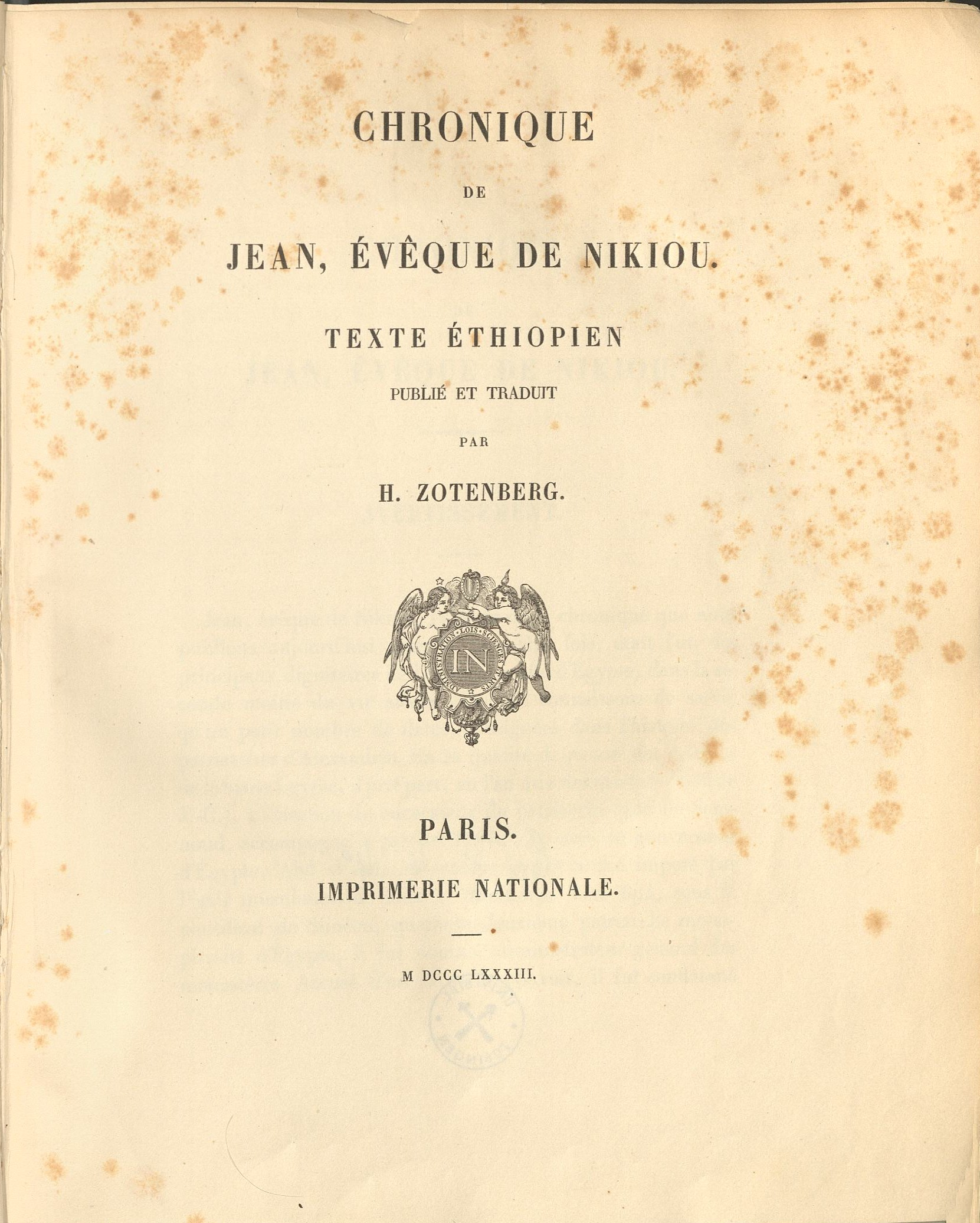
Chronique de Jean, évêque de Nikiou (1883) aus dem Altäthiopischen

- Chronique de Tabari / Abū-Ǧaʿfar Muḥammad Ibn-Ǧarīr Ibn-Yāzid aṭ-Ṭabarī, Paris 1867–1871 (Digitalisat). (Neudruck Paris, Maisonneuve 1958, 4 Bände).
- Chronique de Jean, évêque de Nikiou : texte éthiopien. publ. et trad. par H. Zotenberg. Paris : Impr. Nationale, 1883
  - Robert Henry Charles: The chronicle of John (c. 690 A.D.) : coptic bishop of Nikiu : being a history of Egypt before and during †the Arab conquest. Translated from Hermann Zotenberg's edition of the Ethiopic version, with an introduction, critical and linguistic notes, and an index of names [by] Robert Henry Charles, London 1916, (Nachdruck Amsterdam, APA/Philo Press 1981, ISBN 90-6022-303-9).
- Notice sur le livre de Barlaam et Joasaph : accompagnée d'extraits du texte grec et des versions arabe et éthiopienne, Paris, Impr. Nationale 1886.
- Catalogue Des Manuscrits Arabes / William MacGuckin de Slane. - Paris, Impr. Nationale 1883–1895.
- Catalogues des Manuscrits Syriaques et Sabéens (Mandaïtes) de la bibliothèque nationale / Jules Antoine Taschereau. - (1874).
- Chronique de Abou-Djafar-Moʿhammed-Ben-Djarir-Ben-Yezid Tabari / Abū-Ǧaʿfar Muḥammad Ibn-Ǧarīr Ibn-Yazīd aṭ-Ṭabarī. - Paris, Imprimerie Impériale 1867–1871 (3 Bände).
- Gui de Cambrai: Barlaam und Josaphat: französisches Gedicht des dreizehnten Jahrhunderts; nebst Auszügen aus mehreren andern romanischen Versionen, hrsg. von Hermann Zotenberg und Paul Meyer. Stuttgart, Litterarischer Verein 1864 (Bibliothek des Litterarischen Vereins in Stuttgart; 75) (Nachdruck Amsterdam 1966).
- Tabari: Mohammed, sceau des prophetes. Extrait de la Chronique de Tabari, traduit par Hermann Zotenberg, prefacee par Jacques Berque. Coll.: La Bibliotheque de l'Islam. Collections editees par Pierre Bernard. Paris Sindbad 1980; ISBN 2-7274-0088-8.
- (Hrsg. u. Übersetzer): Histoire des rois des Perses par Abou Mansour 'abd Al-Malik ibn Mohammad ibn Isma'il al-Tha'alibi: historien et philologue arabe de la Perse (a.h. 350-430): texte arabe, 1900, (Nachdruck Amsterdam, Apa-Oriental Press 1979 ISBN 90-6023-160-0).
- Invasions des Visigoths et des arabes en France. Extrait du Tome II de l'Histoire Generale du Languedoc. Toulouse 1876.